# Hans Volk
Hans Heinrich Rudolf Robert Volk (* 30. Oktober 1902 in Köln; † 15. August 1945 in Krofdorf-Gleiberg bei Gießen) war ein deutscher Polizeibeamter. Volk war von 1933 bis 1934 stellvertretender Leiter des Geheimen Staatspolizeiamtes (Gestapa) in Berlin.

## Leben und Wirken
Nach dem Schulbesuch und dem Studium der Rechtswissenschaften wurde Volk am 14. Mai 1928 zum Gerichtsassessor ernannt. Am 1. Juli 1930 wurde er zum Staatsanwalt im Bezirk des Landgerichts Berlin II ernannt.
Im Gefolge der gewaltsamen Amtsenthebung der preußischen Landesregierung durch die Reichsregierung am 20. Juli 1932 („Preußenschlag“) wurde Volk als Oberregierungsrat in das Preußische Innenministerium versetzt, wo er vermutlich in der Polizeiabteilung tätig war.

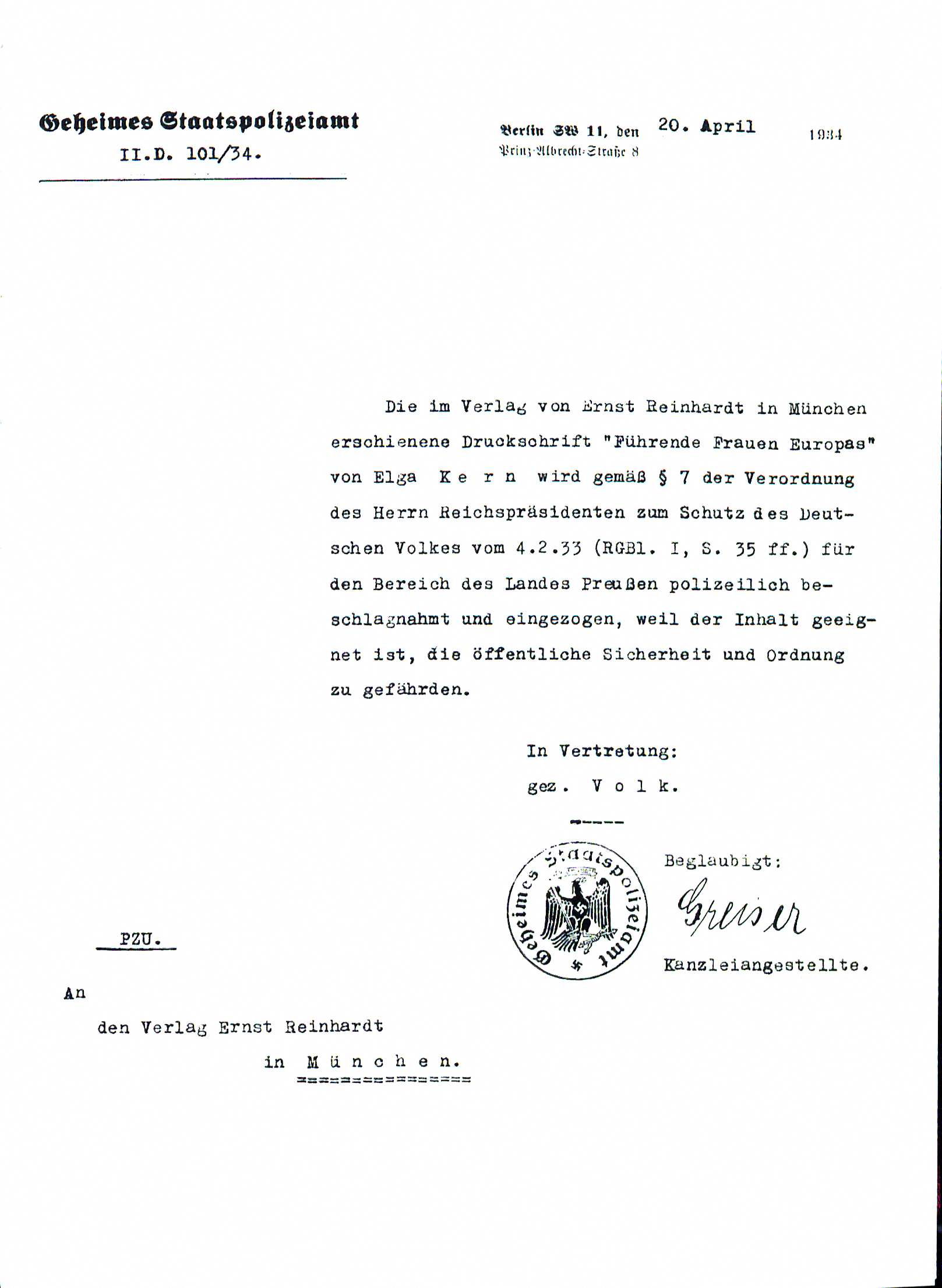
Volk, Abteilung II D, beschlagnahmt 1934 ein Buch von Elga Kern im Ernst Reinhardt Verlag

Wenige Wochen nach der nationalsozialistischen „Machtergreifung“ im Frühjahr 1933 wurde Volk am 28. April 1933 in das Geheime Staatspolizeiamt in Berlin berufen, in dem er bis zum Jahresende als Staatsanwaltschaftsrat das Amt des stellvertretenden Leiters des Amtes bekleidete. Zu dieser Zeit trat Volk auch, und zwar mit Wirkung vom 1. Mai 1933, der NSDAP bei (Mitgliedsnummer 2.094.153).
Im Frühjahr 1934 wurde Volk als Oberregierungsrat zum Leiter der Abteilung II (Justizabteilung) des Amtes ernannt.
Rudolf Diels behauptete, Volk wäre in dieser Anfangsphase der Geheimen Staatspolizei (Gestapo) eine mäßigende Kraft im Kampf gegen den SA-Terror in Berlin gewesen. Andere Beamte der Politischen Polizei charakterisierten Volk weniger positiv als Opportunisten und Mitläufer Diels.
Kurz nach der Übernahme des Geheimen Staatspolizeiamtes durch Reinhard Heydrich und die SS schied Volk am 28. April 1934 „auf eigenen Wunsch“ aus dem Gestapa aus. Obwohl er noch am 25. April von Hans Pfundtner als Verbindungsmann des Innenministeriums zum Gestapa vorgeschlagen worden war, wechselte er in die Bau- und Finanzdirektion des Reichsinnenministeriums, bevor er im August 1934 an das Polizeipräsidium Halle versetzt wurde. 
Seit 1935 amtierte Volk als Erster Staatsanwalt beim Kammergerichtsbezirk Berlin. Seit dem 1. Oktober 1937 war er Staatsanwalt beim Volksgerichtshof, wo er in den Jahren 1939 bis 1940 als Oberstaatsanwalt amtierte.
Am 15. August 1945, einige Monate nach Ende des Zweiten Weltkrieges, nahm er sich mit einer Überdosis Veronal das Leben, als er erfuhr, dass die Amerikaner nach ihm suchten.
Christoph Graf urteilte über Volks Karriere: „Auch der zweite Mann in der ersten Phase des Gestapa unter Diels war ein Mann der Papen-Ära. Ein national gesinnter Justiz-Beamter, der von Diels als solcher in das Gestapa geholt wurde und hier Wesentliches zum Aufbau der Behörde leistete.“